# غرفة القاعة

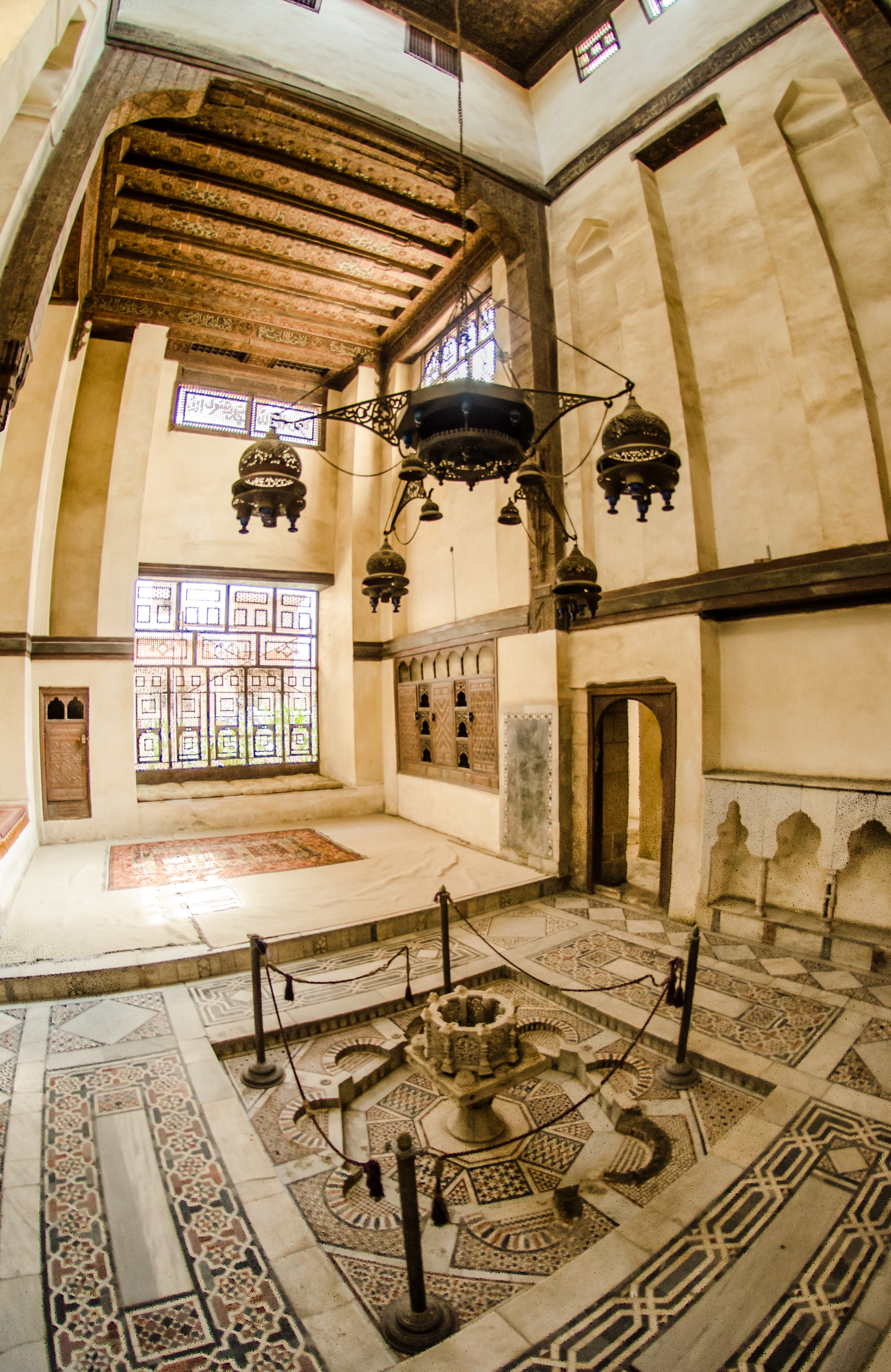
هذه القاعة الموجودة في بيت السحيمي بالقاهرة مجهزة بنافورة للتبريد وفانوس.

غرفة القاعة هي غرفة استقبال مسقوفة توجد في العمارة المنزلية للمساكن القديمة في العالم الإسلامي. وهو النوع الأكثر شيوعًا من القاعات في العمارة الإسلامية المنزلية في العصور الوسطى. يمكن أن يكون مخطط القاعة مستوحى من مخطط الأيوانات الأربعة للمباني الدينية. كانت تُستخدم للترحيب بالضيوف، حيث يجلسون على المنصة المرتفعة.
توجد القاعات عادة في منازل الأفراد الأثرياء، مثل التجار أو الشخصيات السياسية المحلية. يمكن أن تقع هذه الغرف في الطابق الأرضي أو الطابق الأول من المسكن وعادةً ما تكون مواجهة للفناء ذو الخصوصية المتوسطة بالمنزل. تجمع القاعة بين عناصر الفناء والإيوان، وتتكون من منطقة مركزية تسمى الدرقاعة ومنطقة جلوس مرتفعة تعرف باسم الطزر. كان الضيوف يدخلون إلى الدرقاعة أولًا، ثم يخلعون أحذيتهم قبل أن يجلسوا على الديوان في الطزر.
الدرقاعة هي المنطقة الوسطى السفلى من القاعة، حيث توجد نافورة التبريد (الفسقية) وهدفها بجانب التبريد هو توفير صوت استرخاء وإحساس بالانتعاش. وتحيط بالدرقاعة إيوانان على جانبيها، وهي بمثابة المساحة المركزية للتجمعات. يقع الطزر في الإيوان، وهو المكان الذي يجلس فيه الضيوف وتُقدم المرطبات لهم. غالبًا ما تتميز جدران الطزر بأرفف غائرة تعرض عناصر زخرفية وقد تشمل الخط العربي والمشربيات والمنافذ الزخرفية.
غرفة القاعة مزخرفة بشكل كبير، وغالبًا ما تكون بألوان زاهية وأنماط معقدة. تعتبر الألواح الخشبية المصنوعة من خشب السرو أو الحور أو شجرة التوت شائعة، وفي بعض الأحيان تُغطى بطبقات من الجبس وتُزين بأوراق معدنية وطلاء. تتكون الأرضيات عادة من حجر مرصع، ويختلف ارتفاع الأسقف بين الدرقاعة والإيوانات. يعكس تصميم وديكور القاعة مكانة صاحبها، وتعمل على إبهار الضيوف البصري إذ كان هذا يُعتبر من حُسن الضيافة، مما يجعلها سمة مهمة في العمارة المنزلية الإسلامية.

## الوصف

زوج من ملقف الرياح التقليدي حيث تدفع الرياح إلى الأسفل على الجانب في جهة الريح وتغادر على الجانب في عكس جهة الريح. في الوسط، توجد شُقشيقة (فتحة سقف)، تُستخدم لتظليل القاعة في الأسفل مع السماح للهواء الساخن بالخروج منها.

وتوجد غرف القاعات في بيوت الأثرياء عادةً، مثل التجار أو الشخصيات السياسية المحلية. يمكن أن تكون موجودة في الطابق الأرضي أو في الطابق الأول. يقع مدخل القاعة عادة في مواجهة الفناء للبيت (وفناء البيت عادةً يكون ذو خصوصية متوسطة).
يمكن وصف القاعة بأنها مزيج من الفناء والإيوان. تتكون القاعة من منطقة مركزية (الدرقاعة)، حيث يدخل الضيوف أولًا إلى القاعة عبر مدخل؛ ومنطقة الجلوس المرتفعة ( الطزر)، حيث يخلع الضيوف أحذيتهم ويجلسون على الديوان، وهو أريكة توضع على الأرض مقابل الحائط. يقع الطزر في نوع من الإيوان، وهو قاعة مستطيلة محاطة بثلاثة جدران. يوجد عادة إيوانان متقابلان على المحور الرئيس للقاعة، مع وجود تجاويف في الجدران على الجانبين المتبقيين.
الدرقاعة هي منطقة مركزية سفلية، وهي المنطقة الأولى التي يدخل إليها الضيوف إلى القاعة عبر المدخل الرئيس. وهي الفضاء المركزي للقاعة. في تركيب القاعة، تكون الدرقاعة محاطة بطزرين (منطقتَي جلوس مرتفعة) على جانبي الدرقعة، إحداهما للرجال والأخرى للنساء، أو على الأغلب أن تكون بطزر واحد فقط. الدرقاعة هو المكان الذي قد تُركب فيه نافورة التبريد ( الفسقية)، وهي ميزة نموذجية في العمارة الإسلامية لتوفير صوت استرخاء، وبسبب الفزع من الفراغ.
الطزر هو منصة الجلوس المرتفعة. وهم موجود في الإيوان. وفي التركيب الكامل للقاعة يوجد إيوانان يحيطان بالدرقاعة من الجانبين. الطزر هو المكان الذي يجلس فيه الضيوف، ثم يُقدم لهم الطعام أو القهوة. في بعض الأمثلة، يوجد مدخل إضافي يؤدي مباشرة إلى الطزر، وعادة ما يكون هذا مدخلًا للخدمة حيث يدخل المضيفون لتقديم الفاكهة أو المشروبات. توجد رفوف غائرة على الحائط على جانبي الطزر، وهذا هو المكان الذي تُوضع فيه الأوعية الخزفية، والأباريق، والأعمال المعدنية المنحوتة، أو الكتب. يمكن أيضًا تزيين الجدران بالخط العربي، وعادةً ما يكون شعرًا، وهو شكل فني مهيمن في العالم الإسلامي. وتستخدم المشربيات أحيانًا لتغطية التجاويف في الجدران الجانبية للإيوانين. في بعض الأحيان يوجد أيضًا محراب زخرفي (مصب)، والذي يُتعامَل معه مثل نوع من المحاريب الموجودة في المساجد، مع مقرنصات مصغرة تزين السقف المصغر للمصب.
يكون سقف الإيوان دائمًا أقل ارتفاعًا من سقف الدرقاعة. في أقدم القاعات، كانت الإيوانات عادةً مقببة على شكل برميلي يُسمى عقادة (مثل قاع دار الدردير في القاهرة). في القاعات المملوكية، كان أحد الإيوانات مزودًا بملْقَف يُدخل النسيم إلى القاعة. عادةً ما يكون سقف الدرقاعة هو الأطول في القاعة، وغالبًا ما يُتوّج بسقف خشبي سداسي الشكل (شُخْشَيخَة أو شُقشيقة) يُنير الداخل أو يُجهّز بفانوس.

## التصميم الداخلي

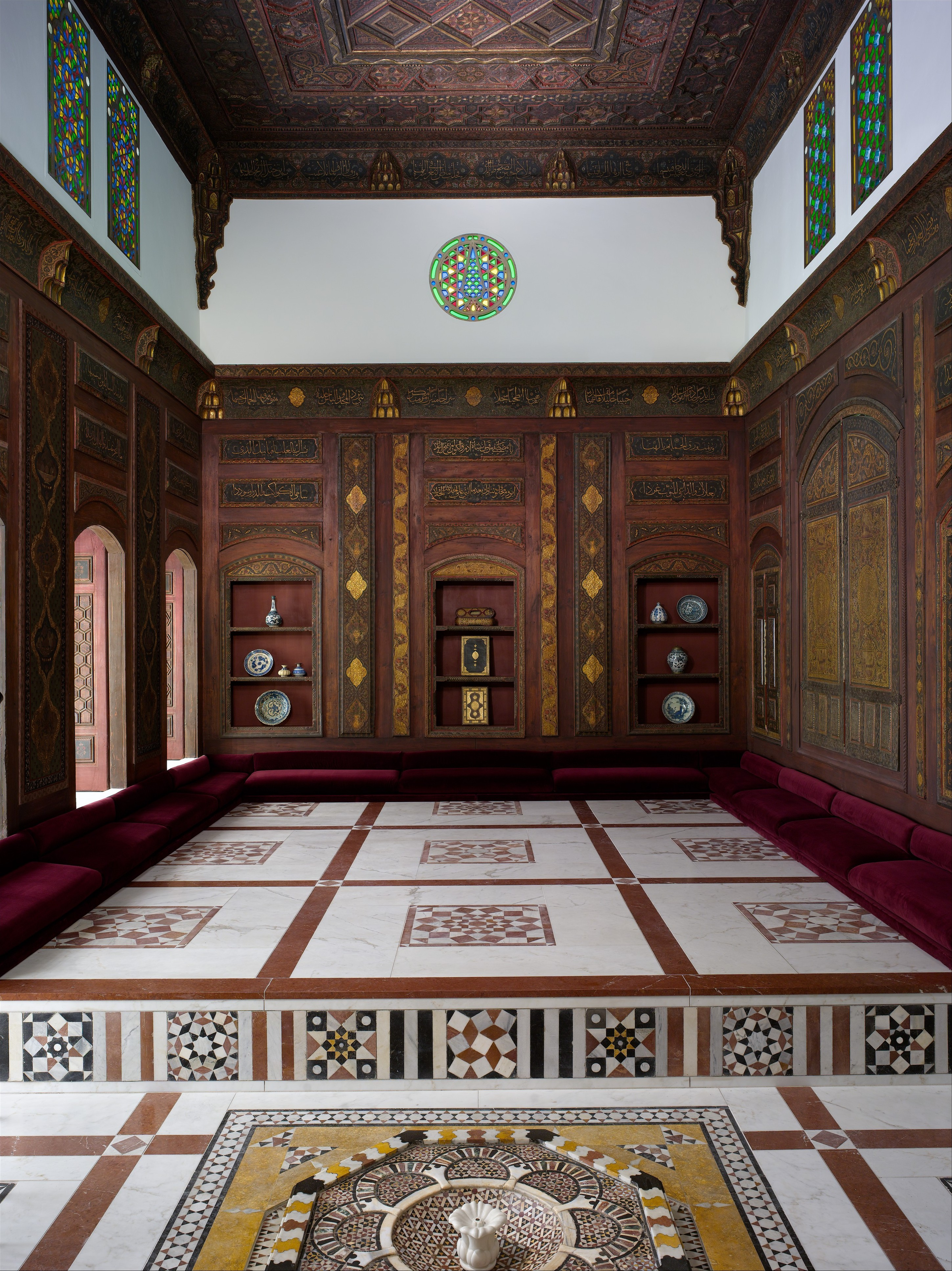
الطزر (منصة الجلوس) في غرفة دمشق، وهي قاعدة من أحد البيوت الدمشقية التي تعود إلى العصور الذهبية للإسلام. ًصُممت هذه القاعة على الطراز العجمي الفارسي، وهي محفوظة الآن في متحف متروبوليتان للفنون في نيويورك.

القاعة مزينة بشكل كبير بألوان نابضة بالحياة وأنماط معقدة. تصميم الغرفة هو المكان الذي يستطيع صاحب المنزل أن يستعرضه للضيوف. يمكن تصميمها بأنماط مختلفة، اعتمادًا على مكان وجود القاعة.
يتكون جدار القاعة عادة من ألواح خشبية من خشب السرو أو الحور أو شجرة التوت. القاعة على الطراز العجمي تتكون من جدران خشبية مغطاة بخليط من الجبس لإنشاء سطح منقوش مرتفع، مزين برقائق معدنية (مثل القصدير أو الفضة أو الذهب) ثم يُطلى ويُوضع في طبقات. بعد ذلك يُلمَّع الجدار بأكمله. اليوم، قد يكون لون جدران القاعة القديمة منخفضًا في التشبع، ولكنه كان يُستخدم ليكون ذات ألوان نابضة بالحياة للغاية. لا تزال العديد من المنازل الحديثة، مثل تلك الموجودة في دمشق، تحتوي على ألوان نابضة بالحياة من الأخضر والأزرق والفوشيا والأرجواني.

## الاستخدام
القاعة هي واحدة من العديد من غرف الاستقبال المميزة في العمارة المنزلية الموجودة في العالم الإسلامي مثل مصر وإيران. تظهر القاعة في المنازل الثرية للتجار أو الشخصيات السياسية المحلية. وهو المكان الذي يجتمع فيه صاحب المنزل أو يستقبل ضيوفه. ولم يكن للقاعة أثاث ثابت لأنها تتأثر بفصول السنة. تقع القاعة في مكان مثالي في الجانب الشمالي من فناء المنزل، حتى تتمكن من الاستفادة من أشعة الشمس في فصل الشتاء عندما تكون الشمس في أدنى مستوياتها، وعليه تُدخل دفئًا دون جعلها حارةً جدًّا. إذا اُستخدمَت القاعة في الصيف، فيجب أن يكون بها ملثق لتوجيه النسيم إلى الغرفة خلال فصل الصيف. يمكن استخدام القاعة أيضًا غرفةَ نوم. في هذه الحالة، سيكون هناك مكان أكبر حيث ستُوضع لفائف الفراش والسجاد لاستخدامها في النوم.
العتبة مصطلح يشير إلى منطقة منخفضة، وهو مصطلح يطلق على الدرقاعة المنخفضة. إذا لم يكن ضيوف صاحب البيت مهمين، فقد يُستقبلون في العتبة. وقد لا يُسمح لهم بالدخول إلى الطزر، حيث يجلسون على الأرائك ويخلعون أحذيتهم.

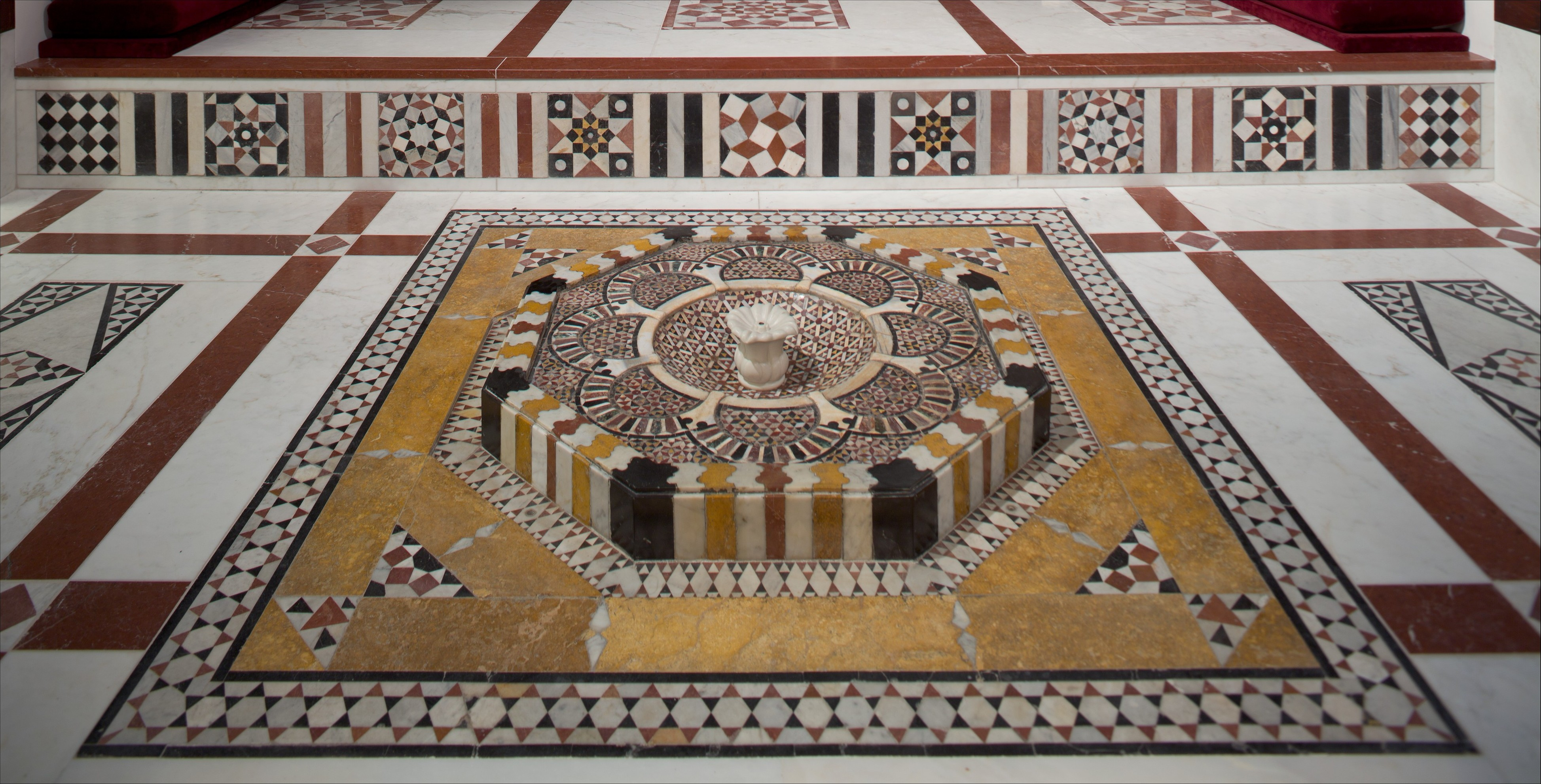
نافورة غرفة دمشق، معروضة في متحف متروبوليتان للفنون، نيويورك.

الطزر هو المكان الذي يجلس فيه الضيوف المهمون. هنا، تُقدَّم الفواكه حسب الموسم، أو المشروبات (مثل القهوة) أو الشيشة. وبحسب أهمية الضيوف، فإنهم يجلسون في الجزء المركزي من الجدار الخلفي، حيث يمكنهم الاستمتاع بجمال القاعة.

## أمثلة على القاعة

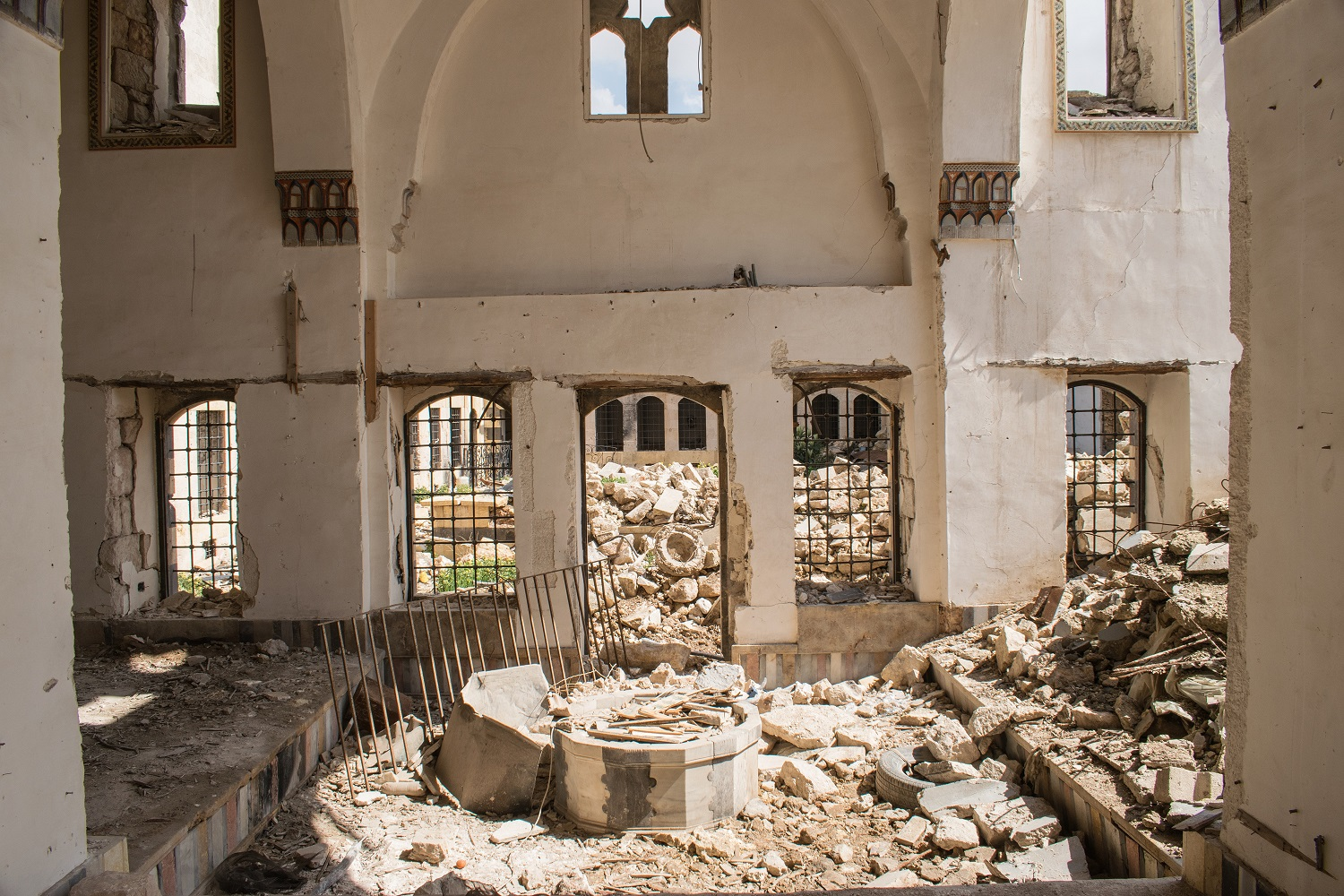
قاعدة تضررت من هجوم داعش لبيت غزالة في حلب، تعود للقرن السابع عشر. وقد جرَّد اللصوص الأعمال الخشبية الجميلة من الغرفة.

توجد اليوم غرفة القاعة في جميع أنحاء العالم الإسلامي، وخاصة في مصر وبلاد الشام. فيما يلي قوائم المباني ذات القاعات البارزة:
- مصر
  - يحتوي بيت السحيمي في القاهرة على العديد من القواعد المواجهة لفنائه الداخلي.
  - تحتوي القاعة الكبرى في دير القديس جرجس، بجوار كنيسة القديس جرجس (القاهرة)، على قاعة مُحوّلة من منزل تاجر يعود إلى أوائل القرن الرابع عشر. رُكّب باب مزدوج مُكوّن من 66 لوحة في أحد أذرع القاعة، والذي يؤدي إلى كنيسة الدير.[6]
  - تُعد قاعدة محب الدين الموقع من أفضل نماذج العمارة المنزلية في العصر المملوكي. يبلغ ارتفاعها 16 متر (52 قدم) تعلوها قبة مثمنة الأضلاع، ومجهزة بنافورة مثمنة الأضلاع. الغرفة مزينة بأحرف خطية على ألواحها الخشبية وبلاطها الحجري الهندسي، ويعكس اختيار الرقم ثمانية عادةً في العمارة الإسلامية، الآية الكريمة: (وَيَحْمِلُ عَرْشَ رَبِّكَ فَوْقَهُمْ يَوْمَئِذٍ ثَمَانِيَةٌ).[7]
- الشام
  - غرفة دمشق هي قاعة شتوية من أوائل القرن الثامن عشر في منزل دمشقي. يُحفظ الجزء الداخلي من القاعة حاليًا في متحف متروبوليتان للفنون في نيويورك. تتميز القاعة بنوافذ زجاجية ملونة، ونافورة رخامية مثمنة الشكل في درقعتها، وألواح خشبية مزينة بنقوش عربية من قصيدة شعر.[8]
  - يحتوي بيت غزالة في حلب على قاعدة ذات ثلاثة إيوانات وفي وسطها حوض مثمن الشكل. وقد زُينَت القاعة بألواح خشبية مطلية وبلاط حجري ذو أنماط هندسية.[9] تعرّض المنزل الذي يعود تاريخه إلى القرن السابع عشر، بما في ذلك قاعته، للنهب والتدمير نتيجة الانفجارات الناجمة عن الصراع المسلح في حلب.
- إنجلترا
  - "الغرفة العربية" في متحف لايتون هاوس [الإنجليزية].

## طالع أيضًا
- كافايديوم [الإنجليزية] - مساحة معمارية رومانية قديمة

## الأعمال المذكورة
- Duda، Dorothea (1971). "Innenarchitektur syrischer Stadthäuser des 16. bis 18. Jahrhunderts". www.perspectivia.net. FRANZ STEINER VERLAG. ص. 35, 90–1, 108. مؤرشف من الأصل في 2018-02-28. اطلع عليه بتاريخ 2018-02-27.
- Harris، Beth؛ Zucker، Steven (2013). "Qa'a: The Damascus room". Khan Academy. Khan Academ. مؤرشف من الأصل في 2024-11-27. اطلع عليه بتاريخ 2017-11-12.
- Metropolitan Museum of Art (2012). The Metropolitan Museum of Art Guide. New Haven and London: Yale University Press. ISBN:9781588394552.
- Ragette، Friedrich (2003). Traditional Domestic Architecture of the Arab Region. Edition Axel Menges. ISBN:9783932565304.
- Williams، Caroline (2002). Islamic Monument in Cairo. Cairo: Cairo Press. ISBN:9789774246951.